# واقعية إيطالية جديدة

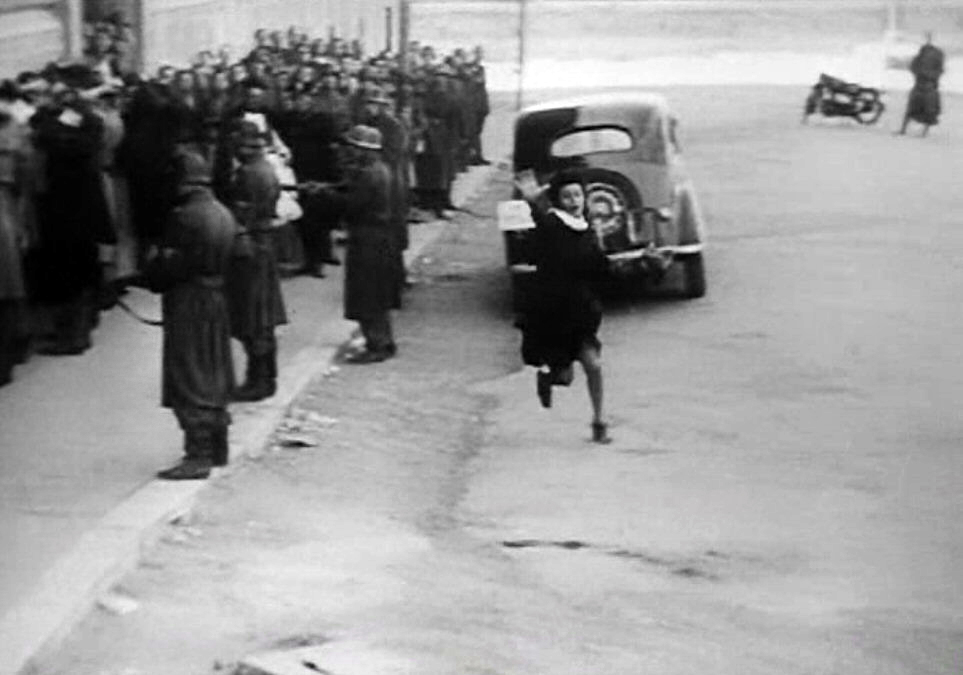

الواقعية الإيطالية الجديدة أو الواقعية الجديدة (بالإيطالية: Neorealismo (cinema))‏ هي حركة ثقافية سينمائية ظهرت في إيطاليا في الأربعينات (1942-1961) المعروفة أيضًا باسم العصر الذهبي، هي حركة أفلام وطنية تتميز بقصص تدور حول الفقراء والطبقة العاملة، تم تصويرها في الموقع، وكثيراً ما تستخدم ممثلين غير محترفين. تتعامل أفلام الواقعية الجديدة الإيطالية في الغالب مع الظروف الاقتصادية والأخلاقية الصعبة في فترة الحرب العالمية الثانية وما بعدها. وتعتمد على التصوير المباشر والبسيط لمعاناة الطبقات الفقيرة في المجتمع. وتتميز الواقعية الجديدة بميزتين رئيستين الأولى هي التصوير الخارجي في الشوارع والأسواق والتجمعات السكنية الفقيرة بصورة تقرب إلى الأفلام الوثائقية والميزة الثانية هي استعانة مخرجي هذ الحركة دائماً بممثلين غير محترفين للقيام بالادوار الرئيسية في أفلامهم. وكانت حياة الفقر والبطالة الشديدة التي خيمت على إيطاليا بعد انتهاء الحرب هي الملهم لظهور هذه الحركة بصورتها المميزة.
وتطورت على يد مجموعة من النقاد السينمائيين الذي كانوا يعملون في مجلة السينما. ويعد كل من روبرتو روسيليني ولتشينو فيسكونتي وفيتوريو دي سيكا من رواد هذه الحركة. وتأثر كتاب الوقعية الجديدة كثيرًا بالمذهب الواقعي الفرنسي وتقنيات العين السينمائية لدزيجا فيرتوف والواقعية الفرنسية السوداء. وكانت تهدف إلى عكس الواقع كما هو، حيث كانت تهدف إلى تقديم السينما داخل الإطار الاجتماعي القادر على تمثيل الحرب وذروتها. وتستمد الواقعية الجديدة أهميتها من أنها تركت أثارًا كبيرة وواضحة على المخرجين والسينمائيين في العالم كله وسرعان ما تاثر الجميع بهذه الحركة وخرجت الكاميرات إلى الشارع بعد أن كانت حبيسة الإستوديو طوال سنوات عديدة.

## تاريخ
ظهرت الواقعية الإيطالية الجديدة مع انتهاء الحرب العالمية الثانية وسقوط حكومة بينيتو موسوليني، مما تسبب في فقدان صناعة السينما الإيطالية مركزها. كانت الواقعية الجديدة علامة على التغيير الثقافي والتقدم الاجتماعي في إيطاليا. قدمت أفلامها قصصًا وأفكارًا معاصرة وغالبًا ما تم تصويرها في الموقع حيث تضررت استوديوهات أفلام شينشيتا بشكل كبير خلال الحرب.
تم تطوير أسلوب الواقعية الجديدة من قبل دائرة من نقاد السينما التي تدور حول مجلة السينما، بما في ذلك:
- جياني بوتشيني
- سيزار زافاتيني
- جوزيبي دي سانتيس
- بيترو انجراو

مُنع النقاد إلى حد كبير من الكتابة عن السياسة (كان رئيس تحرير المجلة فيتوريو موسوليني، ابن بينيتو موسوليني)، وهاجموا أفلام الهواتف البيضاء («الهاتف الأبيض») التي هيمنت على الصناعة في ذلك الوقت. كمقابلة للأفلام السائدة الشعبية، شعر بعض النقاد أن السينما الإيطالية يجب أن تتحول إلى الكتاب الواقعيين منذ مطلع القرن العشرين.

الموسيقيون المتجولون للفنان الإيطالي الجديد برونو كاروسو (1953)

طور العديد من صانعي الأفلام المشاركين في الواقعية الجديدة مهاراتهم في العمل على أفلام خط في أوائل الأربعينيات (على الرغم من أن الحركة قصيرة العمر كانت مختلفة بشكل ملحوظ عن الواقعية الجديدة). تم العثور على عناصر الواقعية الجديدة أيضًا في أفلام أليساندرو بلاسيتي والأفلام الوثائقية لفرانشيسكو دي روبرتس. اثنان من أهم سلائف الواقعية الجديدة هما توني جان رينوار (1935) وبلاسيتي 1860 (1934). عمل كل من فيسكونتي ومايكل أنجلو أنطونيوني بشكل وثيق مع رينوار.
في ربيع عام 1945، أُعدم موسوليني وتم تحرير إيطاليا من الاحتلال الألماني. هذه الفترة، المعروفة باسم «الربيع الإيطالي»، خرجت عن الأساليب القديمة وعززت نهجًا أكثر واقعية في صناعة الأفلام. انتقلت السينما الإيطالية من استخدام مجموعات الاستوديو المتقنة إلى التصوير في الموقع في شوارع الريف والمدينة بأسلوب واقعي.
على الرغم من أن البداية الحقيقية للواقعية الجديدة قد تم التنازع عليها على نطاق واسع من قبل المنظرين وصانعي الأفلام، يُعتقد عمومًا أن أول فيلم واقعي جديد هو فيلم هوس فيسكونتي، الذي صدر في عام 1943، أثناء الاحتلال. اشتهرت الواقعية الجديدة عالميًا في عام 1946 مع فيلم روبرتو روسيليني، روما، المدينة المفتوحة، عندما فاز بالجائزة الكبرى في مهرجان كان السينمائي كأول فيلم رئيسي يتم إنتاجه في إيطاليا بعد الحرب.
انخفضت الواقعية الجديدة الإيطالية بسرعة في أوائل الخمسينيات من القرن الماضي. واجهت الأحزاب الليبرالية والاشتراكية صعوبات في إيصال رسالتها. كانت الرؤية القائمة للفقر واليأس، التي قدمتها السينما الواقعية الجديدة، تحبط معنويات أمة حريصة على الازدهار والتغيير. بالإضافة إلى ذلك، تسببت الآثار الإيجابية الأولى لفترة المعجزة الاقتصادية الإيطالية — مثل الارتفاع التدريجي في مستويات الدخل — فقدان موضوعات الواقعية الجديدة أهميتها. نتيجة لذلك، فضل معظم الإيطاليين التفاؤل الذي ظهر في العديد من الأفلام الأمريكية في ذلك الوقت. كانت وجهات نظر الحكومة الإيطالية بعد الحرب في ذلك الوقت بعيدة كل البعد عن الإيجابية، وقد وصفت ملاحظة جوليو أندريوتي، الذي كان نائب وزير في حكومة دي جاسبري، وجهة النظر الرسمية للحركة: الواقعية الجديدة "قذرة" الغسيل الذي لا ينبغي غسله وتعليقه ليجف في العراء ".
يمكن رؤية انتقال إيطاليا من الاهتمام الفردي بالواقعية الجديدة إلى الضعف المأساوي للحالة الإنسانية من خلال أفلام فيديريكو فيليني. أعماله المبكرة الطريق (1954) و سلة المهملات (1955) هي أفلام انتقالية. أفسحت الاهتمامات الاجتماعية الأكبر للإنسانية، التي عالجها الواقعيون الجدد، الطريق لاستكشاف الأفراد. أصبحت احتياجاتهم واغترابهم عن المجتمع وفشلهم المأساوي في التواصل النقطة المحورية الرئيسية في الأفلام الإيطالية التي يجب متابعتها في الستينيات. وبالمثل، فإن أنطونيوني الصحراء الحمراء (1964) و انفجار (فيلم) (1966) تأخذ الزخارف الواقعية الجديدة وتستوعبها في المعاناة والبحث عن المعرفة التي جلبها المناخ الاقتصادي والسياسي في إيطاليا بعد الحرب.
في أوائل الخمسينيات من القرن الماضي، التقط فنانون مثل برونو كاروسو من صقلية الشعلة الواقعية الجديدة، والتي ركزت أعمالها على المستودعات وأحواض بناء السفن وأجنحة الطب النفسي في موطنه الأصلي باليرمو.

## مميزات
تم تصوير أفلام الواقعية الجديدة بشكل عام مع ممثلين غير محترفين، على الرغم من أنه في عدد من الحالات، تم تمثيل ممثلين مشهورين في أدوار قيادية، ولعبوا بقوة ضد أنواع شخصياتهم العادية أمام خلفية مأهولة بالسكان المحليين بدلاً من الإضافات التي تم جلبها للفيلم.
تم إطلاق النار عليهم بشكل شبه حصري في الموقع، ومعظمهم في المدن المتهدمة وكذلك المناطق الريفية.
تستكشف أفلام الواقعية الجديدة عادة ظروف الفقراء والطبقة العاملة الدنيا. غالبًا ما توجد الشخصيات ضمن نظام اجتماعي بسيط حيث يكون البقاء هو الهدف الأساسي. يتم إنشاء العروض في الغالب من مشاهد لأشخاص يؤدون أنشطة عادية ومعتادة إلى حد ما، خالية من الوعي الذاتي الذي يستلزمه تمثيل الهواة عادةً. غالبًا ما تعرض أفلام الواقعية الجديدة الأطفال في أدوار رئيسية، على الرغم من أن شخصياتهم غالبًا ما تكون أكثر ملاحظة من كونها تشاركية.
وضعت مدينة مفتوحة العديد من مبادئ الواقعية الجديدة، والتي تصور بوضوح كفاح الشعب الإيطالي العادي للعيش من يوم لآخر في ظل الصعوبات غير العادية للاحتلال الألماني لروما، وبذل كل ما في وسعهم لمقاومة الاحتلال. يلعب الأطفال دورًا رئيسيًا في هذا، ووجودهم في نهاية الفيلم يدل على دورهم في الواقعية الجديدة ككل: كمراقبين لصعوبات اليوم الذين يمتلكون مفتاح المستقبل. فيلم فيتوريو دي سيكا عام 1948 بعنوان سارق الدراجة (فيلم) هو أيضًا ممثل لهذا النوع، مع ممثلين غير محترفين، وقصة توضح المصاعب التي واجهتها الطبقة العاملة بعد الحرب.
في الفترة من عام 1944 إلى عام 1948، ابتعد العديد من صانعي الأفلام الواقعيين عن الواقعية البحتة. استكشف بعض المخرجين الخيال الاستعاري، مثل دي سيكا معجزة في ميلانو، والمشهد التاريخي، مثل سينسو لفيسكونتي. كانت أيضًا الفترة الزمنية التي ظهرت فيها الواقعية الجديدة الأكثر تفاؤلاً، والتي أنتجت أفلامًا تمزج بين شخصيات الطبقة العاملة والكوميديا الشعبوية على غرار الثلاثينيات، كما رأينا في فيلم أومبرتو د من دي سيكا.
في ذروة الواقعية الجديدة، في عام 1948، قامت فيسكونتي بتكييف عائلة مالافوليا، وهي رواية كتبها جيوفاني فيرغا، كتبت خلال القرن التاسع عشر الواقعية فيزمو حركة (من نواح كثيرة أساس الواقعية الجديدة، والتي يشار إليها أحيانًا باسم نفيروزمو)،  جلب القصة إلى بيئة حديثة، مما أدى إلى تغيير طفيف ملحوظ في الحبكة أو الأسلوب. الفيلم الناتج، لا تيرا تريما، قام ببطولة ممثلين غير محترفين فقط وتم تصويره في نفس القرية (أتشي تريزا) التي تم فيها وضع الرواية.
يصفها المزيد من المنظرين المعاصرين للواقعية الجديدة الإيطالية بأنها أقل من كونها مجموعة متسقة من الخصائص الأسلوبية وأكثر من ذلك كعلاقة بين ممارسة الأفلام والواقع الاجتماعي لإيطاليا ما بعد الحرب. يحدد ميليسنت ماركوس عدم وجود أنماط أفلام متسقة لفيلم الواقعية الجديدة. قام كل من بيتر برونيت ومارسيا لاندي بتفكيك استخدام الأشكال السينمائية المعاد صياغتها في مدينة روسيليني المفتوحة. باستخدام التحليل النفسي، يصف فنسنت روكيو فيلم الواقعية الجديدة بأنه يولد باستمرار بنية القلق في بنية الحبكة نفسها.

## تأثير
هيمن تأثير الواقعية الجديدة على الفترة بين 1943 و 1950 في تاريخ السينما الإيطالية، والتي تُعرّف بشكل صحيح على أنها لحظة أو اتجاه في الفيلم الإيطالي بدلاً من مدرسة فعلية أو مجموعة من المخرجين وكتاب السيناريو ذوي الدوافع النظرية وذوي التفكير المماثل.. ومع ذلك كان تأثيرها هائلاً ليس فقط على الفيلم الإيطالي ولكن أيضًا على سينما الموجة الفرنسية الجديدة  ومدرسة السينما البولندية وفي النهاية على الأفلام في جميع أنحاء العالم. أثرت أيضًا على المخرجين السينمائيين في حركة السينما الموازية الهندية، بما في ذلك ساتياجيت راي (الذي أخرج ثلاثية أبو الحائز على جائزة) وبيمال روي (الذي صنع دو بيجا زامين [1953])، وكلاهما تأثر بشدة بـ فيتوريو دي سيكا سارق الدراجة (فيلم) (1948).

علاوة على ذلك، كما جادل بعض النقاد، فإن التخلي عن الطريقة الكلاسيكية لعمل السينما وبالتالي يمكن العثور على نقطة البداية للموجة الفرنسية الجديدة والسينما الحديثة في السينما الإيطالية بعد الحرب وفي تجارب الواقعية الجديدة. خاصه،
يبدو أن هذه السينما تشكلت كموضوع جديد للمعرفة، والتي هي نفسها تبني وتتطور. إنه ينتج عالمًا جديدًا لا تحتوي فيه العناصر الرئيسية على الكثير من الوظائف السردية لأن لها قيمتها الجمالية الخاصة بها، المرتبطة بالعين التي تراقبها وليس بالأحداث التي تأتي منها.
غالبًا ما يُشار إلى فترة الواقعية الجديدة ببساطة باسم «العصر الذهبي» للسينما الإيطالية من قبل النقاد وصانعي الأفلام والعلماء.

## أعمال هامة

### السلائف والتأثيرات
لا يزال مدى ابتكار الواقعية الإيطالية الجديدة حقًا محل نقاش بين مؤرخي الأفلام. على الرغم من تأثيرها الواسع، جادل البعض بأنها كانت بمثابة إحياء للأعمال الإبداعية الإيطالية السابقة أكثر من كونها حركة رائدة. من أهم رواد الواقعية الإيطالية الجديدة ما يلي:
- الحركة الأدبية فيريزمو، التي تتميز بأعمال جيوفاني فيرغا ولويجي كابوانا
- الواقعية الشعرية
- ضائع في الظلام (نينو مارتوجليو، 1912)
- ايهم اوغاد الرجال! (ماريو كاميريني، 1932)، أول فيلم إيطالي تم تصويره بالكامل في الموقع [15]
- 1860 (أليساندرو بلاسيتي، 1934)
- نزل في طوكيو (ياسوجيرو أوزو، 1935)
- توني (جان رينوار، 1935)
- السفينة البيضاء (روبرتو روسيليني، 1941)
- أنيكي بوبو (مانويل دي أوليفيرا، 1942)
- شعب الجبال (استفان زيتس) 1942
- أربع خطوات في السحب (أليساندرو بلاسيتي، 1942)
- شعب وادي بو (مايكل أنجلو أنطونيوني، 1947)، تم تصويره عام 1943

### الأعمال الرئيسية
- هاجس (لوتشينو فيسكونتي، 1943)
- الأطفال يراقبوننا (فيتوريو دي سيكا، 1944)
- روما، مدينة مفتوحة (روبرتو روسيليني، 1945)
- تلميع الأحذية (فيتوريو دي سيكا، 1946)
- تلميع الأحذية الأخير (Gibba، 1946)، المثال المتحرك الوحيد للواقعية الجديدة.
- بيزان (روبرتو روسيليني، 1946)
- ألمانيا، السنة صفر (روبرتو روسيليني، 1948)
- لصوص الدراجات (فيتوريو دي سيكا، 1948)
- ترتجف الأرض (لوتشينو فيسكونتي، 1948)
- الأرز المر (جوزيبي دي سانتيس، 1949)
- سترومبولي (روبرتو روسيليني، 1950)
- بيليسيما (لوتشينو فيسكونتي، 1951)
- معجزة في ميلانو (فيتوريو دي سيكا، 1951)
- روما 11:00 (جوزيبي دي سانتيس، 1952)
- أوروبا 51 (روبرتو روسيليني، 1952)
- Umberto D. (فيتوريو دي سيكا، 1952)، تم تصويره في عام 1951، ولكن تم إصداره في عام 1952. يؤرخ العديد من مؤرخي الأفلام نهاية حركة الواقعية الجديدة بهجمات الجمهور على الفيلم.[16]
- رحلة إلى إيطاليا (روبرتو روسيليني، 1954)

## الشخصيات الرئيسية
- جوزيبي دي سانتيس
- فيتوريو دي سيكا
- فيديريكو فيليني
- ألبرتو لاتوادا
- روبرتو روسيليني
- لوتشينو فيسكونتي
- سيزار زافاتيني
- سوسو سيشي داميكو
- برونو كاروسو (فن)

## من أفلام الواقعية الإيطالية الجديدة
- روما مدينة مفتوحة للمخرج روبرت روسيلليني.
- بايسان لروبرت روسيلليني.
- سارق الدراجة (فيلم) للمخرج فيتوريو دي سيكا.
- ملمعي الاحذية للمخرج فيتوريو دي سيكا.
- معجزة في ميلانو للمخرج فيتوريو دي سيكا.
- الأرض تهتز للمخرج لوشيانو فيسكونتي.
- الأرز المر لجويسيب دي سانتيس.